# Just Beyond
Just Beyond (en Hispanoamérica Otra dimensión) es una serie de antología de comedia de terror estadounidense creada por Seth Grahame-Smith basada en las novelas gráficas de Boom! Studios del mismo nombre de R. L. Stine para Disney+. La serie se estrenó el 13 de octubre de 2021, con los 8 episodios.

## Reparto

### Episodio 1: Leave Them Kids Alone
- Mckenna Grace como Veronica
- Leeann Ross como Claire
- Nasim Pedrad como Señorita Genevieve
- Lauren Lindsey Donzis como Heather

### Episodio 2: Parents Are From Mars, Kids Are From Venus
- Gabriel Bateman como Jack
- Arjun Athalye como Ronald
- Tim Heidecker como Dale
- Riki Lindhome como Bonnie
- Parvesh Cheena como Ron Sr.
- Henry Thomas como Loco Chris
- William Tokarsky como Cabeza flotante
- Rajani Nair como Gloria

### Episodio 3: Which Witch
- Rachel Marsh como Fiona
- Jy Prishkulnik comm Luna

### Episodio 4: My Monster
- Megan Stott como Olivia
- Sally Pressman como Brook
- Elisha Henig como Graham
- Marcelle LeBlanc como Jade
- Camryn Jade como Chloe
- Max Bickelhaup como El Squeamber

### Episodio 5: Unfiltered
- Izabela Vidovic como Lilis
- Christine Ko como la Sra. Fausse
- Jordan Sherley como Carmen
- Leela Owen como Harper
- Connor Christie como Ben

### Episodio 6: We've Got Spirits, Yes We Do
- Lexi Underwood como Ella
- Kate Baldwin como Vivian
- Ben Gleib como Oscar
- Jackson Geach como Raymond
- Emily Marie Palmer como Rosie
- Claire Andres como Zoe

### Episodio 7: Standing Up For Yourself
- Cyrus Arnold como Trevor
- Logan Gray como el pequeño Trevor
- Smera Chandan como Maria
- Spencer Fitgerald como Bully Sidekick
- Henry Shepherd como Evan Burger

### Episodio 8: The Treehouse
- Cedric Joe como Sam
- Christine Adams como Jenny
- Malcolm Barrett como Andy
- Jack Gore como Mason

## Episodios
| N.º | Título                                       | Dirigido por     | Escrito por                    | Fecha de emisión original | Código de prod. |
| --- | -------------------------------------------- | ---------------- | ------------------------------ | ------------------------- | --------------- |
| 1 | «Leave Them Kids Alone»                      | Marc Webb        | Seth Grahame-Smith             | 13 de octubre de 2021     | 1DWE01          |
| Una joven activista es enviada a la escuela para niñas difíciles, donde los modales enmascaran un oscuro secreto.         |                                              |                  |                                |                           |                 |
| 2 | «Parents Are From Mars, Kids Are From Venus» | Antonio Negret   | Rob Rosell                     | 13 de octubre de 2021     | 1DWE08          |
| Dos mejores amigas hacen un extraño descubrimiento sobre sus padres que les hace temer por sus vidas.                     |                                              |                  |                                |                           |                 |
| 3 | «Which Witch»                                | Ryan Zaragoza    | Mitali Jahagirdar              | 13 de octubre de 2021     | 1DWE03          |
| Una bruja adolescente lucha por integrarse en la escuela después de que llega su prima 'recién salida de la escoba'.      |                                              |                  |                                |                           |                 |
| 4 | «My Monster»                                 | David Katzenberg | Courtney Perdue y Baindu Saidu | 13 de octubre de 2021     | 1DWE05          |
| Después de mudarse a la espeluznante casa de la infancia de su madre, un monstruo enmascarado persigue a una adolescente. |                                              |                  |                                |                           |                 |
| 5 | «Unfiltered»                                 | Patricia Cardoso | Nneka Gerstle                  | 13 de octubre de 2021     | 1DWE04          |
| Una estudiante talentosa transforma su apariencia con una aplicación mágica de belleza... pero tiene consecuencias.       |                                              |                  |                                |                           |                 |
| 6 | «We've Got Spirits, Yes We Do»               | Marc Webb        | David Walpert                  | 13 de octubre de 2021     | 1DWE02          |
| En una excursión a un teatro legendario, un estudiante de 14 años queda atrapado en un drama fantasmal.                   |                                              |                  |                                |                           |                 |
| 7 | «Standing Up for Yourself»                   | David Katzenberg | Seth Grahame-Smith             | 13 de octubre de 2021     | 1DWE07          |
| Un matón de 13 años atormenta a los residentes de su idílico pueblo, hasta que elige el objetivo equivocado.              |                                              |                  |                                |                           |                 |
| 8 | «The Treehouse»                              | Anna Mastro      | Sarah Wise                     | 13 de octubre de 2021     | 1DWE06          |
| Un adolescente de luto es transportado a un universo alternativo y se le presenta una elección insoportable.              |                                              |                  |                                |                           |                 |

## Producción
A principios de mayo de 2020, Disney+ encargó una serie de ocho episodios basada en las novelas gráficas Just Beyond de R. L. Stine, con Seth Grahame-Smith como escritor y productor ejecutivo. David Katzenberg, Stephen Christy y Ross Richie también se unieron a los productores ejecutivos y Stine como coproductor ejecutivo con KatzSmith Productions y 20th Television actuando como estudios detrás del proyecto, ya que tienen un acuerdo de primera vista con Boom! Studios. Ese mismo mes se montó la sala del escritor.
El rodaje había comenzado en Atlanta en marzo de 2021, con Marc Webb dirigiendo dos episodios. Mckenna Grace y Lexi Underwood fueron elegidas como las estrellas de un episodio cada una en abril de 2021, con Nasim Pedrad como estrella invitada en un episodio. En mayo se anunció un elenco adicional, con la incorporación de Riki Lindhome, Tim Heidecker, Gabriel Bateman y Henry Thomas.

## Lanzamiento
La serie debutó en Disney+ el 13 de octubre de 2021.

## Recepción

### Respuesta crítica
El sitio web del agregador de reseñas Rotten Tomatoes informó un índice de aprobación del 88% con una calificación promedio de 6.7/10, según 8 reseñas de críticos.
Joel Keller de Decider elogió los escenarios y las imágenes generadas por computadora, afirmando que logran intensificar los elementos sobrenaturales de la serie, elogió las actuaciones del elenco y el humor, pero afirmó que el programa carece de momentos de miedo. Ashley Moulton de Common Sense Media calificó la serie con 4 de 5 estrellas, encontró agradable que los protagonistas sean modelos a seguir positivos y elogió cómo el programa aborda diferentes temas, como el manejo del dolor. Dayna Eileen de CGMagazine calificó la serie con 7 de 10, afirmó que el programa logra presentar el género de terror a espectadores desconocidos, elogió cómo la serie aborda la adolescencia y los temas espeluznantes, pero encontró que algunos diálogos carecían de interés. Tara Bennett de IGN calificó la serie con un 6 sobre 10, elogió las actuaciones del elenco, especialmente Rachel Marsh como una bruja adolescente, pero afirmó que el programa se enfoca demasiado en la moralidad que en brindar suficientes momentos de miedo.

### Elogios
La serie fue nominada para Children's Episodic, Long Form y Specials en la 74.ª edición de los Premios del Sindicato de Guionistas de Estados Unidos.